# شامیه، عراق

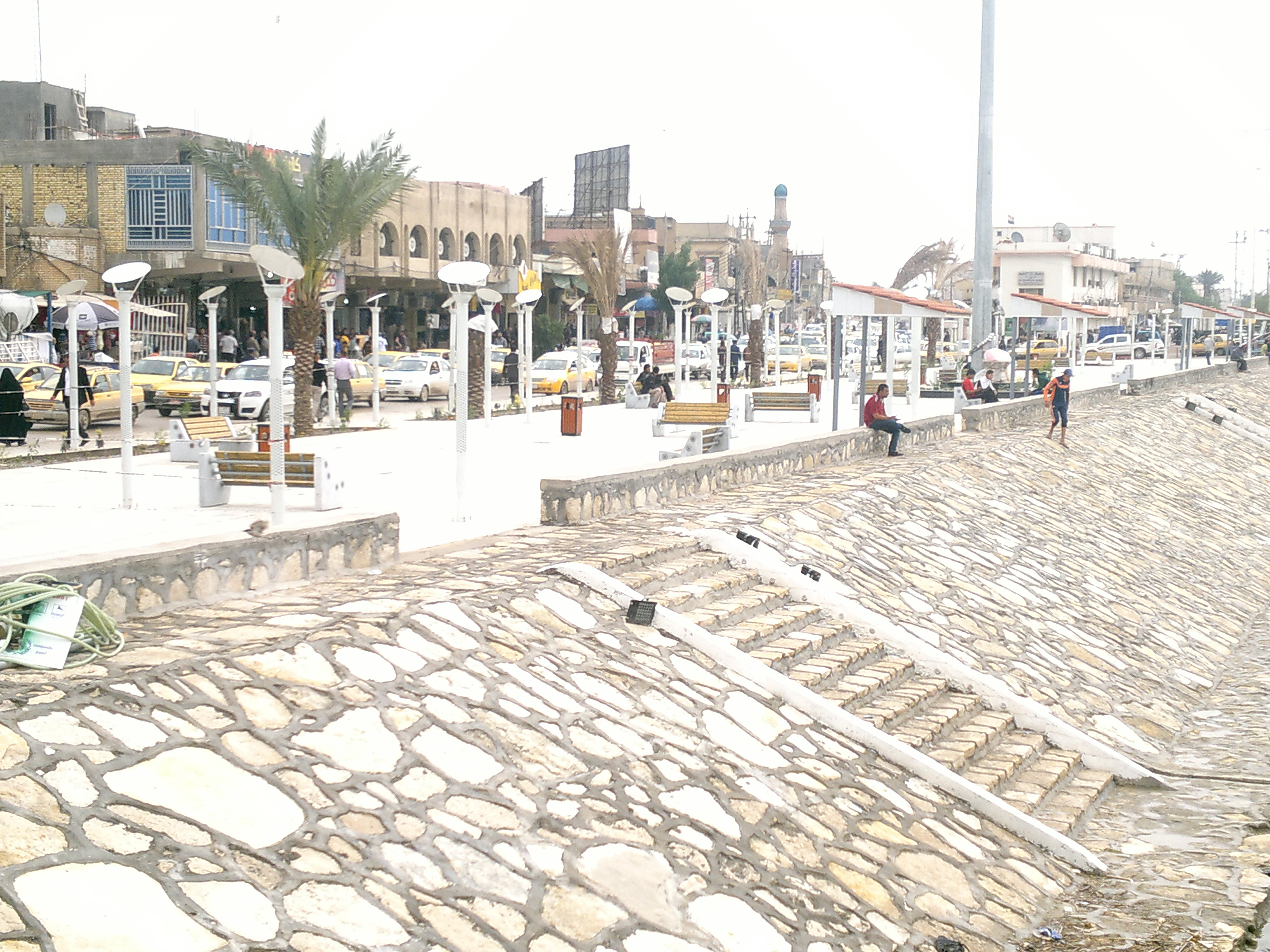
نمایی از شامیه، شهری در استان قادسیه، عراق - ۲۰۱۵

شامیه (به عربی: الشامیة) شهری در استان قادسیه کشور عراق است که در سرشماری سال ۲۰۰۸ میلادی، ۲۵٬۳۶۰ نفر جمعیت داشته است.